# Ghanteswor
Ghanteswor (nepalski: घण्टेश्वर) – gaun wikas samiti w zachodniej części Nepalu w strefie Seti w dystrykcie Doti. Według nepalskiego spisu powszechnego z 2001 roku liczył on 367 gospodarstw domowych i 2297 mieszkańców (1133 kobiet i 1164 mężczyzn).